# Luc Dormieux
Luc Dormieux est un haut fonctionnaire français, né en 1960, enseignant et chercheur à l'École polytechnique et à l'École nationale des ponts et chaussées.

## Biographie
Ancien élève de la promotion 1979 de l'École polytechnique, Luc Dormieux intègre le Corps des ponts et chaussées et obtient un doctorat en sciences physiques en mécanique à l'École nationale des ponts et chaussées en 1989, puis une habilitation à diriger des recherches lui permettant d'être directeur de thèse.
Il est professeur chargé de cours à l'École polytechnique, maître de conférences à l'École nationale des ponts et chaussées et directeur de recherche en mécanique des milieux continus au Laboratoire Navier,, au LMSGC et au Laboratoire central des ponts et chaussées, qui font partie intégrante de l'École nationale des ponts et chaussées.

## Prix
Il reçoit en 1997 le Prix Plumey de l'Académie des Sciences, prix destiné à récompenser l'auteur de travaux en mécanique.

## Ouvrages
- Introduction à la Micromécanique des Milieux Poreux, Presses de l'ENPC,  (ISBN 2-85978-364-4), 2002, écrit en collaboration avec Emmanuel Bourgeois (ENPC[6])[7].
- Applied Micromechanics of Porous Materials, Springer Verlag GmbH, CISM Series,  (ISBN 978-3-211-26362-4), 2005, écrit en collaboration avec Franz-Josef Ulm (MIT, États-Unis)[8].
- Microstructure et propriétés des matériaux, Presses de l'ENPC,  (ISBN 2-85978-412-8), 2005, écrit en collaboration avec Djimedo Kondo (Laboratoire de mécanique de Lille) et Karam Sab (ENPC)[9].
- Microporomechanics, John Wiley & Sons, Inc,  (ISBN 978-0-470-03188-9), 2006, écrit en collaboration avec Djimedo Kondo (Laboratoire de mécanique de Lille) et Franz-Joseph Ulm (MIT)[10].